# Nate Dogg
Nathaniel Dwayne Hale (Clarksdale; 19 de agosto de 1969-Long Beach; 15 de marzo de 2011), más conocido por su nombre artístico Nate Dogg, fue un cantante, compositor y actor estadounidense. Era primo del también cantante estadounidense Snoop Dogg, con quien formó el trío de rap 213 junto a Warren G. Comenzó a cantar en el New Hope Trinity Baptist Church Choir, donde su padre, Daniel Lee Hale, era pastor. A los 16 años dejó el instituto en Long Beach, California, para unirse a la Marina de los Estados Unidos, donde sirvió durante 3 años. Nate Dogg es considerado como uno de los pioneros del G-funk y del West Coast hip hop. Es conocido como el ‘King of Hooks’, o sea rey de los estribillos, y es el rapero con más cantidad de colaboraciones o featurings de la historia.

## Carrera
En 1991, formó el trío de rap 213, junto a su primo Snoop Dogg y Warren G, un amigo de ambos. El primer álbum del grupo no vería la luz hasta 2004, tras la grabación de The Hard Way.
Dogg debutó en el mundo del rap en el álbum de Dr. Dre, The Chronic, en 1991. Fue muy bien recibido por los admiradores y críticos igualmente, hasta el hecho de que firmaría por Death Row Records en 1993.
En 1994 produjo su primer éxito, Regulate, con Warren G.
En 1998, Nate Dogg editó su álbum debut bajo el sello Breakaway Records, tras una salida complicada de Death Row Records. El doble álbum fue titulado G-Funk Classics Vol. 1 & 2 y continuó en 2001 con Music & Me, bajo Elektra Records.

### Up In Smoke Tour (2000)
Participó con su presentación en la serie de conciertos del año 2000 interpretando a la canción titulada "The Next Episode" con Snoop Dogg y Dr. Dre
Sin embargo, Nate Dogg ha encontrado su mayor éxito no en proyectos en solitario, sino en colaboraciones con otros artistas del género. Hasta la fecha se le atribuyen más de 300 colaboraciones en canciones de diversos artistas.
En 2004 (después de más de doce años desde su formación) 213 sacaron el mercado su primer (y único) disco The Hard Way, el cual llegó a la cuarta posición en la lista de los Estados Unidos.

## Problemas de salud y muerte
El 19 de diciembre de 2007 Nate sufrió un accidente cerebrovascular que le dejó el cuerpo totalmente paralizado. Los médicos dijeron que su voz no sufriría y podría recuperarla normalmente. En su recuperación le retiraron el carnet de conducir.
El 15 de septiembre de 2008 sufrió un segundo accidente cerebrovascular el cual le paralizó el cuerpo.
Tras haberse recuperado casi por completo, Nate hizo una aparición en el álbum de 50 Cent Before I Self Destruct. El mismo ya estaba preparando un álbum para regresar a los escenarios.
Nate Dogg falleció en su domicilio en Long Beach, California, el 15 de marzo de 2011 a causa de un derrame cerebral. Tenía 41 años.

## Discografía
- G-Funk Classics, Vol. 1 (1997)
- G-Funk Classics, Vol. 1 & 2 (1998)
- The Prodigal Son (2000)
- Nate Dogg (2001)
- Music & Me (2001)
- Essentials (2002)

## Filmografía
- Doggy Fizzle Televizzle (2002)
- Head of State (2003)
- The Boondocks (2008)

## Sencillos
| Año  | Canción                                       | U.S. Hot 100 | U.S. R&B | UK Singles | Álbum                      |
| ---- | --------------------------------------------- | ------------ | -------- | ---------- | -------------------------- |
| 1996 | "Never Leave Me Alone" (featuring Snoop Dogg) | 33           | 22       | -          | G-Funk Classics, Vol. 1'   |
| 1998 | "Nobody Does It Better" (featuring Warren G)  | 18           | 18       | -          | G-Funk Classics, Vol 1 & 2 |
| 2001 | "I Got Love"                                  | 49           | 45       | -          | Music & Me                 |

### Colaboraciones
| Año  | Canción                                                                                      | Hot 100 | U.S. R&B | UK Singles | Álbum                                           |
| ---- | -------------------------------------------------------------------------------------------- | ------- | -------- | ---------- | ----------------------------------------------- |
| 1994 | "How Long Will They Mourn Me?" (Thug Life featuring Nate Dogg)                               | 111     | -        | -          | Thug Life, Vol. 1                               |
| 1994 | "Regulate" (Warren G featuring Nate Dogg)                                                    | 2       | 7        | 5          | Regulate...G-Funk Era                           |
| 1998 | "Bitch Please" (Snoop Dogg featuring Xzibit & Nate Dogg)                                     | 77      | 26       | -          | No Limit Top Dogg                               |
| 1999 | "Let's Play House" (Tha Dogg Pound featuring Nate Dogg & Michel'le)                          | -       | -        | -          | Tha Dogg Pound                                  |
| 2000 | "The Next Episode" (Dr. Dre featuring Snoop Dogg, Nate Dogg, & Kurupt)                       | 23      | 11       | 3          | 2001                                            |
| 2000 | "Nah Nah" (E-40 featuring Nate Dogg)                                                         | -       | 61       | -          | Loyalty & Betrayal                              |
| 2000 | "Oh No" (Mos Def featuring Pharaohe Monch & Nate Dogg)                                       | 48      | 22       | 24         | Lyricist Lounge 2                               |
| 2001 | "Lay Low" (Snoop Dogg featuring Nate Dogg, Master P, Butch Cassidy, Goldie Loc, & Tray Deee) | 50      | 20       | 8          | The Last Meal                                   |
| 2001 | "Can't Deny It" (Fabolous featuring Nate Dogg)                                               | 25      | 13       | -          | Ghetto Fabolous                                 |
| 2001 | "Ballin' Out of Control" (Jermaine Dupri featuring Nate Dogg)                                | 95      | 42       | -          | Instructions                                    |
| 2001 | "Area Codes" (Ludacris featuring Nate Dogg)                                                  | 24      | 10       | 25         | Word of Mouf                                    |
| 2002 | "Multiply" (Xzibit featuring Nate Dogg)                                                      | -       | 40       | 39         | Man vs. Machine                                 |
| 2002 | "The Streets" (WC featuring Snoop Dogg & Nate Dogg)                                          | 81      | -        | 48         | Ghetto Heisman                                  |
| 2002 | "Till I Collapse" (Eminem featuring Nate Dogg)                                               | -       | -        | -          | The Eminem Show                                 |
| 2003 | "My Name" (Xzibit featuring Eminem & Nate Dogg)                                              | 104     | 66       | -          | Man vs. Machine                                 |
| 2003 | "Gangsta Nation" (Westside Connection featuring Nate Dogg)                                   | 33      | 22       | -          | Terrorist Threats                               |
| 2003 | "21 Questions" (50 Cent featuring Nate Dogg)                                                 | 1       | 1        | 6          | Get Rich or Die Tryin'                          |
| 2004 | "The Set Up" (Obie Trice featuring Nate Dogg)                                                | 73      | 39       | 32         | Cheers                                          |
| 2004 | "Need Me in Your Life" (Memphis Bleek featuring Nate Dogg)                                   | 118     | -        | -          | M.A.D.E.                                        |
| 2004 | "I Like That" (Houston featuring Chingy, Nate Dogg, & I-20)                                  | 11      | 14       | 11         | It's Already Written                            |
| 2004 | "Time's Up" (Jadakiss featuring Nate Dogg)                                                   | 70      | 26       | -          | Kiss of Death                                   |
| 2004 | "Thugs Get Lonely Too" (2Pac featuring Nate Dogg)                                            | 98      | 55       | -          | Loyal to the Game                               |
| 2005 | "Hush is Coming" (Hush featuring Nate Dogg)                                                  | -       | -        | -          | Bulletproof                                     |
| 2005 | "I Need a Light" (Warren G featuring Nate Dogg)                                              | 34      | -        | 4          | 'In the Mid-Night Hour                          |
| 2005 | "Real Soon" (Tha Dogg Pound featuring Nate Dogg)                                             | -       | -        | -          | Welcome to tha Chuuuch: Da Album                |
| 2005 | "Shake That" (Eminem featuring Nate Dogg)                                                    | 6       | -        | 28         | Curtain Call: The Hits                          |
| 2006 | "Have a Party" (Mobb Deep featuring 50 Cent & Nate Dogg)                                     | 125     | 49       | -          | Get Rich or Die Tryin' (soundtrack)/Blood Money |
| 2007 | "Boss' Life [Remix]" (Snoop Dogg featuring Nate Dogg)                                        | 97      | 65       | -          | Tha Blue Carpet Treatment                       |
| 2007 | "Can't Be Faded" (Young Dre featuring Nate Dogg & E-40)                                      | -       | 65       | -          | The Truth                                       |

## Nominaciones
| Categoría                                                        | Género | Canción            | Año  | Resultado final |
| ---------------------------------------------------------------- | ------ | ------------------ | ---- | --------------- |
| Mejor colaboración de rap (con Eminem)                           | Rap    | "Shake That"       | 2007 | Nominado        |
| Mejor colaboración de rap (con Ludacris)                         | Rap    | "Area Codes"       | 2002 | Nominado        |
| Mejor actuación de rap en dúo o grupo (con Dr. Dre y Snoop Dogg) | Rap    | "The Next Episode" | 2001 | Nominado        |
| Mejor actuación de rap en dúo o grupo (con Warren G)             | Rap    | "Regulate"         | 1995 | Nominado        |